# Albert Madörin
Albert Madörin (* 17. März 1905; † Juni 1960 in Basel) war ein Schweizer Bobfahrer.

## Erfolge
Er errang zusammen mit Fritz Feierabend, Romi Spada und Stephan Waser 1950 bei den Bob-Weltmeisterschaften in Cortina d’Ampezzo im Viererbob eine Silbermedaille und bei den Olympischen Winterspielen 1952 in Oslo zusammen mit Fritz Feierabend, André Filippini und Stephan Waser die Bronzemedaille.